# Dự luật thành lập Ủy ban Cố vấn Bổ nhiệm Thẩm phán Tòa án Tối cao
Dự luật thành lập Ủy ban Cố vấn Bổ nhiệm Thẩm phán Tòa án Tối cao (最高裁判所裁判官任命諮問委員会設置法案/ さいこうさいばんしょさいばんかんにんめいしもんいいんかいせっちほうあん) là một dự luật của Nhật Bản quy định về một ủy ban được Nội các tham khảo ý kiến trong việc bổ nhiệm các thẩm phán của Tòa án Tối cao.

## Tổng quan
Dự luật này quy định như sau:
- Ngoài việc thành lập Ủy ban Tư vấn Bổ nhiệm Thẩm phán Tòa án Tối cao, tổ chức và hoạt động của nó được pháp luật quy định cụ thể.
- Nội các sẽ tham khảo ý kiến của Ủy ban Cố vấn Bổ nhiệm Thẩm phán Tòa án Tối cao để đề cử hoặc bổ nhiệm các thẩm phán Tòa án Tối cao.
- Ủy ban Cố vấn Bổ nhiệm sẽ bao gồm 20 thành viên, bao gồm, Nghị trưởng Chúng Nghị viện, Chánh án Tòa án Tối cao, Tổng công tố viên, Chủ tịch Liên đoàn các Hiệp hội Luật sư Nhật Bản và năm thẩm phán do Tòa án Tối cao đề cử, năm luật sư do Liên đoàn các Hiệp hội Luật sư Nhật Bản đề cử, hai chuyên gia học thuật do Nội các bổ nhiệm và ba chuyên gia học thuật do Hội đồng Khoa học Nhật Bản đề cử.
- Số lượng ứng cử viên được Ủy ban Cố vấn Đề cử báo cáo sẽ không quá hai ứng cử viên cho Chánh án Tòa án Tối cao và gấp đôi số lượng ứng cử viên được bổ nhiệm vào Tòa án Tối cao, có tính đến sự hài hòa giữa quyền bổ nhiệm của Nội các và việc duy trì thẩm quyền của Ủy ban.
- Ủy ban Cố vấn Bổ nhiệm sẽ báo cáo với Nội các lý do để giới thiệu một ứng cử viên làm thẩm phán phù hợp, đồng thời công bố rộng rãi cho công chúng.

Nó đã được Đảng Xã hội Nhật Bản đệ trình lên Quốc hội năm lần từ năm 1975 đến năm 1980, nhưng tất cả các đề xuất này đã bị bác bỏ mà không được cân nhắc.